# Servicio Penitenciario Provincial de Misiones
El Servicio Penitenciario de la Provincia de Misiones es una fuerza de seguridad y defensa social, cuya función primordial es la custodia y guarda de los detenidos y la ejecución de penas a quienes por imperio de la justicia se encuentran privados de su libertad.
Tiene como misión la recuperación integral del individuo a efectos de su reinserción en la sociedad.
Al igual que la Policía de la Provincia de Misiones depende del Poder Ejecutivo Provincial y a su vez del Ministerio de Gobierno.
La Institución nació un 17 de abril de 1959, conforme Decreto Provincial Nro. 932, y es permanente auxiliar de la justicia.
- Directora general: alcaide general Valeria del Carmen Mereles
- Subdirector general: alcaide general Meza Raul Marcelo

## Unidades Penitenciarias
Cuenta actualmente, además de la Dirección General, con las unidades penitenciarias:
- I Loreto.
- II Oberá.
- III Complejo Penitenciario Eldorado.
- IV Instituto Correccional de Menores Varones.
- V Instituto Correccional de Mujeres.

```
  (Anexo Seccional 2° de Policía)
```

- VI Instituto de Encausados y Procesados de Posadas.

```
(Anexo Seccional 3° y 14° de Policía)
```

- VII Instituto de Encausados y Procesados de Puerto Rico
- VIII Instituto de Encausados y Procesados de Cerro Azul

Además cuenta con la Sección Traslados de Internos; Grupo de Intervención Especial Penitenciaria y Sección Canes, Sección Archivos, el InSuCiP Instituto de Ciencia Penitenciaria “Comandante Andrés Guazurarí y Artigas” que tiene su sede en el corazón del barrio Miguel Lanús de Posadas, el InFoCaP Instituto de Formación y Capacitación Penitenciaria y la recientemente creada Banda de Música del Servicio Penitenciario Provincial.

## Unidad I - Loreto

### Ubicación geográfica
Se encuentra ubicada en la localidad de Loreto a unos 60 km de la Capital y a 3 km de la Ruta Nacional Nro. 12. Tiene asiento en un predio de 275 hectáreas cercados con una frondosa vegetación de la selva misionera. (mapa).

### Características
Está construido el edificio dentro de los lineamientos arquitectónicos de sistemas carcelarios denominado “PARALELO”, consiste en módulos perfectamente funcionales ventilados, iluminados y subdivididos en áreas destinadas a administración – guardia de prevención – sanidad – escuela – servicios de cocina – lavandería – sectores de alojamiento – sanitarios – campos de deportes y recreación – talleres industriales.
Por la conjugación de controles en áreas de comunicación-detectores de incendio, sistemas de iluminación, vigilancia interna y externa, hacen que este Establecimiento está clasificado como de “MEDIANA SEGURIDAD”.
En lo que atañe al alojamiento es oportuno señalar que la Unidad fue construida dentro de lo que se denomina “sistema mixto”, o sea en celdas colectivas y unicelulares, y cuenta con una capacidad total para 325 internos.
La infraestructura carcelaria está compuesta por cuatro (4) módulos de 
alojamiento de internos más un (1) módulo destinado al personal administrativo. Cuenta con un módulo específico donde funciona la 
comunidad terapéutica con capacidad para 112 internos con la finalidad 
de que los internos que voluntariamente deseen recuperarse de adicciones a las drogas, estupefacientes y/o alcoholismo puedan realizar un tratamiento sistemático.

### Sistema de Laborterapia
Se caracteriza por ser un establecimiento agrícola-industrial, donde se desarrollan tareas dirigidas al aprendizaje de oficios, pilar fundamental de la readaptación social. Para tal fin se ha construido y dividido una infraestructura de 900 m²., para que funcionen las secciones Aserradero, Carpintería, Artesanía, Fábrica de Calzados, Chacra-Huerta, Sección Avícola y Quinta.

### Talleres de explotación industrial
Aserradero-Carpintería: Los internos que laboran en esta sección aprenden, en mediano plazo, el oficio de carpintero. Las tareas se realizan sobre madera y distintos tipos de material; haciendo hincapié en el buen manejo de las maquinarias y herramientas que hacen a la actividad. Los trabajos que se realizan en estos talleres son de distinta variedad y son destinados para terceros, dependencias públicas y acciones cívicas.
Zapatería-Tapicería: Se realizan reparaciones de calzados para la población Penal y Personal Penitenciario. Y en cuanto a la tapicería se efectúan reparaciones de muebles de oficinas (sillones-sillas) y asientos de los automotores de la Institución.

## Unidad II - Oberá

### Ubicación geográfica
Está ubicada a unos 100 km de la Capital y a 6 km de la ciudad de Oberá y tiene asiento en un predio de 54 hectáreas, situado sobre ladera de una loma, con afloramiento de toscas. (mapa).

### Características
Por la conjugación de controles de áreas de vigilancia interna y externa, con muro perimetral, hacen que este establecimiento esté clasificado como de “MEDIANA SEGURIDAD”.
La infraestructura edilicia está compuesta por tres (3) módulos de alojamiento de internos, sector abierto, más un (1) módulo destinado al personal administrativo. Cuenta con una capacidad para alojar a 257 Internos, entre los cuales se encuentran condenados y procesados mayores de edad.

### Sistema de Laborterapia
La Unidad Penal II de Oberá se caracteriza por ser un establecimiento agrícola, donde se desarrollan tareas dirigidas al aprendizaje de oficios, pilar fundamental de la readaptación social. Para tan fin se cuenta con una infraestructura destinado a actividades como carpintería, panadería, chacra, huerta y porqueriza.

### Talleres de explotación industrial
Carpintería: Los internos que laboran en esta sección aprenden, en mediano plazo, el oficio de carpintero. Las tareas se realizan sobre madera y distintos tipos de material a utilizar, haciendo hincapié en el buen manejo de las maquinarias y herramientas. Los trabajos que se realizan en ese taller son de distinta variedad y son destinados para terceros, dependencias públicas y de acciones cívicas.
Panadería: Este taller produce diariamente panificado para la población Penal y Personal del Servicio de Guardia.

### Talleres de explotación agropecuaria
Chacra-Huerta: Es otra de las actividades que se desarrolla en el Establecimiento aprovechando el gran terreno con que cuenta, complementando con la educación y el trabajo en el área agrícola. La producción de verduras variadas es destinada para la Sección Cocina y Casinos del Personal Superior y Subalterno.
Porqueriza: Se implementó un sistema de aumento de animales reproductores, con la incorporación de un reproductor macho y otra hembra para incrementar la producción de lechones.

## Unidad III - Eldorado

### Ubicación geográfica
La Unidad Penal III de Eldorado se encuentra ubicada a unos 220 
km de la ciudad Capital y a 1.500 metros de la Ruta Nacional Nro. 12 y 
tiene su asiento en un predio de 10 hectáreas. La infraestructura edilicia está compuesta por cuatro (4) módulos de alojamiento de internos, sector abierto, enfermería, más un módulo destinado al personal administrativo.
Cuenta con una capacidad para alojar a 320 internos, entre los cuales se encuentran condenados, procesados, encausados, mayores y menores de edad. En este complejo penitenciario se realizan actividades llamadas “laborterapia” el cual consiste en el conjunto de tareas para el aprendizaje de oficios y el desarrollo personal en vista a la inclusión social. Para cumplir con dichos objetivos cuenta con una infraestructura destinada a secciones como cocina, panadería, chacra, huerta y porqueriza. (mapa).

### Características
El edificio está construido dentro de los lineamientos arquitectónicos de sistemas carcelarios denominado “PARALELO”. Consiste en módulos perfectamente funcionales, ventilados, iluminados y subdivididos en áreas destinadas a administración-guardia de prevención y la conjugación de controles en áreas de comunicación-detectores de incendio, sistema de iluminación, vigilancia interna y externa, con alambrado perimetral, lo que permite que el establecimiento esté clasificado como de “MEDIANA SEGURIDAD”. El mismo fue inaugurado parcialmente en el mes de octubre del año 2002.
Asimismo, para la provisión de agua a toda la infraestructura edilicia, a través de la Secretaría de Obras Públicas de la Provincia se hizo una nueva perforación y se construyó una cisterna para almacenar 50 mil litros de agua, sumándose a dos tanques de reservas ya existentes.
El alojamiento fue construido dentro del sistema denominado “mixto”, consistente en celdas individuales y colectivas y cuenta con una capacidad para 250 internos.
Año tras año, la población Penal de la Provincia ha ido creciendo paulatinamente y la infraestructura edilicia de las distintas unidades penitenciarias se vieron desbordadas por el fenómeno, lo que motivó que se encare, por parte de las autoridades, la construcción de nuevas unidades y/o ampliación de las ya existentes.
Al efecto, y mediante un Decreto del año 1993 se aprobó la ampliación de la Unidad Penal III de Eldorado y las obras comenzaron a realizarse recién en el año 1997; pero por uno u otro motivo, las mismas nunca tomaron el impulso necesario como para terminarlas.
Esa deuda pendiente que se tenía con la sociedad, y la inquietud fue traslada al Gobernador Carlos Eduardo Rovira y a las autoridades del Ministerio de Gobierno de turno, y a pesar de la crisis imperante en los últimos años, decidieron reimpulsar la iniciativa hasta convertirla en realidad.
Las obras de ampliación se fueron ejecutando de forma paulatina pero sin pausas y en octubre del año 2002 finalmente se pudo inaugurar “parcialmente” ese ambicioso proyecto, que sirvió para solucionar las serias dificultades que tenía la zona norte de nuestra provincia en materia penitenciaria.

### Capacidad y comodidades
Al momento de inaugurarse la Unidad Penal III de Eldorado, su capacidad fue de 250 internos (mayores, encausados, procesados y condenados) de manera separada, tal como exige la ley vigente. Pero además se habilitó un sector especial para internos menores de edad que hasta ese momento se encontraban alojados en la ciudad de Posadas (Alcaidía de Menores) lo cual dificultaba la visita de los familiares.
Otras de las novedades que presenta esta flamante Unidad Penitenciaria son los dos ambientes o salones para visitas, reclamo que fuera realizado, en reiteradas ocasiones, por parte de los propios familiares de los internos.

### Sistema de Laborterapia
El Complejo Penitenciario III de Eldorado se caracteriza por ser un establecimiento agrícola, donde se desarrollan tareas dirigidas al aprendizaje de oficios, pilar fundamental de la readaptación social. Para tal fin se cuenta con una infraestructura destinado a secciones como Cocina, Panadería, Chacra, Huerta y Porqueriza.

### Talleres de explotación industrial
Panadería: Este taller produce diariamente panificado para la población Penal y Personal del Servicio de Guardia.
Sección Cocina: Este taller produce diariamente el racionamiento para la población Penal y Personal del Servicio de Guardia.

### Talleres de explotación agropecuaria
Chacra-Huerta: Estas actividades se desarrollan en el Establecimiento, complementando con la educación y el trabajo en el área agrícola. La producción de verduras variadas es destinada para la sección cocina y Casinos del Personal Superior y Subalterno.
Porqueriza: Cuenta con varios reproductores para la producción de lechones.

## Unidad IV - Correccional de Menores

### Ubicación geográfica
Está ubicada en la Avenida Cabo de Hornos, Miguel Lanús, a 5 km. y ½ del centro de la ciudad de Posadas, dista a unos 300 metros de la Avenida Fernando Llamosas y se encuentra asentado en un predio de 4 hectáreas. (mapa).

### Características
Por la conjugación de controles en áreas de vigilancia interna y externa, con alambrado perimetral, hacen que este establecimiento esté clasificado como de “MEDIANA SEGURIDAD”. Fue construido dentro del sistema denominado “mixto” consistente en celdas colectivas y pabellones y cuenta con una capacidad de 60 internos.

### Sistema de Laborterapia
Esta Unidad Penal se caracteriza por ser un establecimiento industrial donde se desarrollan tareas dirigidas al aprendizaje de oficios, pilar fundamental de la readaptación social. Para tal fin se cuenta con una infraestructura destinados a Cocina, Panadería, Fideería y Refrigeración.

### Talleres de explotación industrial
Panadería: Este taller produce diariamente panificado para la población Penal de las Unidades Zona Capital, Personal de Servicio de Guardia, Organismos e Instituciones Públicas.
Sección Cocina: Este taller produce diariamente el racionamiento para la población Penal y Personal del Servicio de Guardia.
Fideería: Produce fideos de distintas variedades para consumo de las Unidades Penitenciarias dependientes del Servicio Penitenciario Provincial y para la venta a terceros (Personal-Organismos Provinciales, etc.).
Refrigeración: Este taller está dirigido a los internos interesados en capacitarse en materia de refrigeración. Al efecto se adquirió todos los elementos necesarios para que los mismos adquieran los conocimientos básicos de un oficio que les puede resultar sumamente beneficioso cuando se reintegren a la sociedad.

### Talleres de explotación agropecuaria
Huerta: El establecimiento cuenta con una huerta orgánica, destinándose a la producción de verduras variadas que es destinada para la Sección Cocina y Casinos del Personal Superior y Subalterno.

## Unidad V - Instituto Correccional de Mujeres

### Ubicación geográfica
Se encuentra ubicada en la calle 12 de Octubre, Miguel Lanús, a 5 Kilómetros y ½ del centro de Posadas; dista a unos 100 metros de la Avenida Fernando Llamosas, y tiene asiento en el predio de la antigua Alcaidía de Menores. La arquitectura fue remodelada y adaptada, teniendo en cuenta el alojamiento de Internas. (mapa).

### Características
Por la conjugación de controles en áreas de vigilancia interna y externa, con muro perimetral, hacen que este establecimiento esté clasificada como de “MEDIANA SEGURIDAD”; y fue construido dentro del sistema denominado “mixto”, consistente en celdas colectivas y pabellones, y cuenta con una capacidad de 30 internas.

### Talleres de explotación industrial
Sección Cocina: Este taller produce diariamente el racionamiento para la población Penal y Personal del Servicio de Guardia.

### Talleres de explotación agropecuaria
Huerta: El Establecimiento cuenta con una huerta orgánica, destinándose la producción de verduras variadas que es destinada a la sección cocina y Casinos del Personal Superior y Subalterno.
En dicha Unidad Penal también funcionan talleres de costura, cestería, manualidades y pintura en tela.

## Unidad VI - Instituto de Encausados y Procesados

### Ubicación geográfica
Se encuentra ubicada en la Avenida Cabo de Hornos, Miguel Lanús, a 5 Kilómetros y ½ del centro de Posadas; dista a unos 100 metros de la Avenida Fernando Llamosas. (mapa).

### Características
La unidad, es la más nueva con que cuenta el Servicio Penitenciario provincial. Ha sido inaugurada el 16 de abril del año 2004, mediante Decreto Provincial, con la denominación de Instituto de Encausados y Procesados de la Ciudad de Posadas.
La misma fue creada con el fin de la guarda y custodia de las personas privadas de su libertad y que se encuentran bajo proceso judicial, y por la conjugación de controles en áreas de vigilancia interna y externa, hicieron que la misma sea clasificada como de "mediana seguridad".
Con la inauguración, por parte del Ejecutivo Provincial el pasado 20 de abril de 2007, de la segunda etapa su capacidad de alojamiento llega a 230 internos.
En él fueron alojados los detenidos que hasta ese momento se encontraban en las distintas comisarías dependientes de la policía de la provincia de misiones.